# Гетеротримерный G-белок

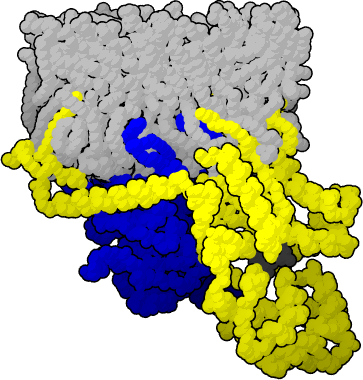
Этот гетеротримерный G-белок изображён вместе с его теоретическими липидными якорями. ГДФ изображена чёрным цветом, α-субъединица — жёлтым, βγ-димер — голубым, мембрана — серым.

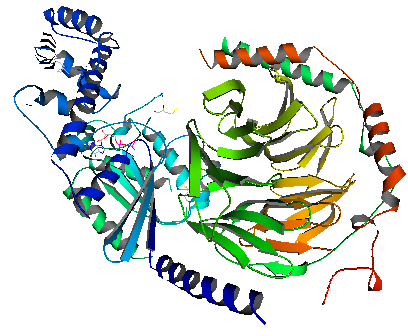
Трёхмерная структура гетеротримерного G-белка

Термин «G-белок» без уточнения обычно относится к мембранно-связанным гетеротримерным G-белкам, иногда также называемым большими G-белками (в противоположность меньшим, мономерным так называемым малым ГТФазам). Эти гетеротримерные G-белки активируются при связывании лиганда-агониста с G-связанным метаботропным рецептором. Они состоят из трёх субъединиц, называемых «альфа» (Gα), «бета» (Gβ) и «гамма» (Gγ). Последние две субъединицы βγ диссоциируют совместно при связывании лиганда с рецептором и функционально составляют дуплет, поэтому называются «бета-гамма-комплекс» («βγ-комплекс») или «бета-гамма-димер» («βγ-димер»).
Существует четыре основных семейства G-белков: Gi / Go, Gq, Gs, и G12.

## Альфа-субъединица
Субъединица Gα состоит из двух доменов: ГТФазного и α-спирального. Эксперименты, проведённые в 1980-х годах, показали, что очиненные субъединицы Gα могут напрямую активировать эффекторные ферменты. ГТФ-связанная форма α-субъединицы белка трансдуцина (Gt) активирует цГМФ-фосфодиэстеразу зрительных клеток палочек, а ГТФ-связанная форма α-субъединицы стимулирующего белка G (Gs) активирует гормон-чувствительную аденилатциклазу.
Существует по крайней мере 20 различных видов Gα субъединиц, распределённым по четырём разным семействам белков на основании гомологии их первичных последовательностей:
| Семейство G-белков               | α-субъединица               | Ген                        | Сигнальный каскад                                                                                | G-белок-связанные метаботропные рецепторы (примеры) | Эффекты (примеры)                                                                                      |
| -------------------------------- | --------------------------- | -------------------------- | ------------------------------------------------------------------------------------------------ | --- | --- |
| Семейство ингибиторных Gi        |                             |                            |                                                                                                  | | |
| Gi/o                             | Gαi, Gαo                    | GNAO1, GNAI1, GNAI2, GNAI3 | Ингибирование активности аденилатциклазы, открытие калиевых каналов, закрытие кальциевых каналов | Мускариновые холинорецепторы типов M2 и M4, хемокиновые рецепторы, α2-адренорецепторы, серотониновые рецепторы подтипа 5-HT1, гистаминовые рецепторы подтипа H3 и H4, дофаминовые рецепторы подтипа D2 и подобные | Сокращение гладких мышц, снижение активности нейронов                                                  |
| Семейство «зрительных» Gt        | Gαt (Трансдуцин)            | GNAT1, GNAT2               | Активация фосфодиэстеразы 6                                                                      | Родопсин | Передача зрительного сигнала                                                                           |
| Семейство «вкус-ощущающих» Ggust | Gαgust (Густдуцин)          | GNAT3                      | Активация фосфодиэстеразы 6                                                                      | Вкусовые рецепторы | Передача вкусового сигнала                                                                             |
| Gz                               | Gαz                         | GNAZ                       | Ингибирование активности аденилатциклазы                                                         | ? | Поддержание ионного баланса перилимфатических и эндолимфатических кохлеарных жидкостей.                |
| Семейство стимулирующих Gs       |                             |                            |                                                                                                  | | |
| Семейство стимулирующих Gs       | Gαs                         | GNAS                       | Активация аденилатциклазы                                                                        | β-адренорецепторы; Серотониновые рецепторы подтипов 5-HT4, 5-HT6 и 5-HT7; Дофаминовые D1-подобные рецепторы, гистаминовые H2-рецепторы                                                                            | Повышение частоты сердечных сокращений, расслабление гладких мышц, стимулирование активности нейронов. |
| Семейство «обонятельных» Golf    | Gαolf                       | GNAL                       | Активация аденилатциклазы                                                                        | обонятельные рецепторы | Передача обонятельного сигнала                                                                         |
| Семейство Gq                     |                             |                            |                                                                                                  | | |
| Семейство Gq                     | Gαq, Gα11, Gα14, Gα15, Gα16 | GNAQ, GNA11, GNA14, GNA15  | Активация фосфолипазы C                                                                          | α1-адренорецепторы, мускариновые холинорецепторы подтипов M1, M3 и M5, гистаминовые рецепторы подтипа H1, серотониновые рецепторы подтипа 5-HT2                                                                   | Сокращение гладких мышц, ток ионов кальция                                                             |
| Семейство G12/13                 |                             |                            |                                                                                                  | | |
| Семейство G12/13                 | Gα12, Gα13                  | GNA12, GNA13               | Активация Rho семейства ГТФаз                                                                    | | Изменения цитоскелета клетки, сокращение гладких мышц                                                  |

## Бета-гамма-димер
Бета- и гамма-субъединицы G-белка тесно связаны друг с другом, и их называют бета-гамма-комплекс. После активации G-белок-связанного рецептора Gβγ-димер диссоциирует из связи с Gα-субъединицей после того, как Gα-субъединица произведёт гидролиз ГТФ до ГДФ.

### Функция
Свободный Gβγ-димер может работать как эффекторная молекула сам по себе, может активировать другие системы вторичных посредников или может открывать и закрывать ионные каналы.
Например, Gβγ-димер, связанный с гистаминовыми H1-рецепторами, может после диссоциации активировать фосфолипазу A2, что приводит к образованию арахидоновой кислоты. В то же время Gβγ-димер, связанный с мускариновыми холинорецепторами, может непосредственно открывать G-связанные калиевые каналы внутреннего выпрямления, а Gβγ-димер, связанный с гистаминовыми H3-рецепторами, может открывать кальциевые каналы L-типа.